# Spazmolitik
Spazmolitik (antispazmodik) je lek ili biljni preparat koji potiskuje mišićne spazme.

## Spazam glatkih mišića
Jedna vrsta antispazmodika se koristi za kontrakcije glatkih mišića, posebno u cevastim organima gastrointestinalnog trakta. Njihov učinak je sprečavanje spazama želuca, creva ili mokraćne bešike. Diciklomin i hiosciamin deluju kao antispazmodici usled njihove antiholinergijske aktivnosti. Ova leka ispoljavaju niz opštih nuspojava i mogu da pogoršaju stanje gastroezofagealne refluksne bolesti.

## Spoljašnje veze
- Antispasmodics на 
- Архивирано на веб-сајту  (13. септембар 2013)